# Dopiranje
Dopiranje je v proizvodnji polprevodnikov postopek vnosa nečistoč (v izredno majhnih količinah, v sledeh) v čiste oziroma prave polprevodnike, da bi spremenili njihove električne lastnosti. Snov, ki jo vnašamo, imenujemo dopant. Vrsta nečistoč je odvosna od tipa polprevodnika, ki ga nočemo. V osnovi pa polprevodniki nimajo prostih elektronov v prevodnem pasu. Tudi zaradi termične energije zelo malo elektronov preskoči v prevodni pas. Kadar pa vnesemo nečistoče v izredno čist polprevodnik, se poveča število prostih elektronov, ki lahko prevajajo električni tok. 
Postopek je prvi razvil ameriški fizik John Robert Woodyard (1904 – 1981) med drugo svetovno vojno.

## Polprevodniki
Za izdelavo anorganskih polprevodnikov so običajno uporabljajo elementi oglikove skupine (IV skupina). To sta silicij in germanij. Primeren pa je tudi silicijev karbid.

## n dopiranje
Z n dopiranjem dobimo polprevodnik tipa n. Kot nečistoče oziroma dopant uporabimo elemente iz pete skupine periodnega sistema elementov. Nečistoče oddajo v polprevodniku valenčni elektron in s tem povečajo prevodnost snovi. Takšne snovi na primer so arzen (As), antimon (Sb), bizmut (Bi) in fosfor (P). Ker te snovi dajejo elektron, jih imenujemo donorji. Za to vrsto dopiranja so primerni elementi iz borove skupine elementov (III A skupina). Snovi, ki jih dopiramo na ta način, imenujemo donorji.

## p dopiranje
S p dopiranjem dobimo polprevodnik tipa p. Kot dopant uporabimo elemente iz tretje skupine periodnega sistema elementov. V to skupino spadajo bor (B), aluminij (Al), galij (Ga), indij (In) in talij (Tl). Kot dopant pa se najbolj pogosto uporabljajo bor, aluminij, indij in galij. Ti elementi nimajo četrtega valenčnega elektrona. Iz sossednje vezi pritegnejo elektron, na njegovem mestu pa nastane vrzel (luknja), ki deluje kot nosilec električnega toka (pozitivno nabit). Snovi, ki jih dopiramo na ta način, imenujemo akceptorji. 